# 龍德造船
龍德造船工業股份有限公司，也稱龍德造船廠，為台灣的民營造船廠，於1979年創建，公司總部位於臺北市內湖區港墘路，在宜蘭縣各處設有合共7間廠房，最大廠房位於蘇澳港佔地6萬1千平方公尺，聘用750名人員，每年造船1至10艘船長70米或以下之各類型船艇，包括巡邏艇、攔截艇、硬身橡皮艇、消防船、領港船、渡輪及研究船等。

## 歷史
2018年12月27日，龍德造船在蘇澳港區舉辦六廠興建工程開工典禮，完工後該廠可上架1,600噸並同時建造長100公尺船艦4艘的生產能量，預期可以建造系統複雜與高價值船艦。2019年3月15日，國家中山科學研究院委由龍德造船建造的光榮之星海上測試載台在龍德造船五廠舉行下水典禮，外界研判，有可能是未來的雙船體飛彈快艇原型艇，已於2019年5月17日交船。

## 客戶及工程實績

### 中華民國
- 屏東縣東琉線交通船藍白1、2、3號、群益號、光輝號、東昇11號 及 吉祥如意號、泰富1、2、3號。
- 海洋委員會海巡署多艘多種各類型的船艇。
- 中華民國海軍
  - 沱江級巡邏艦
  - 快速布雷艇
  - 慧龍號無人潛艦
- 國家中山科學研究院
  - 光榮之星海上測試載台

### 香港
- 香港海關部份輪船
- 香港警務處水警總區全數中型巡邏警輪
- 香港消防處 七號滅火輪、八號滅火輪、十二號滅火輪

### 菲律賓

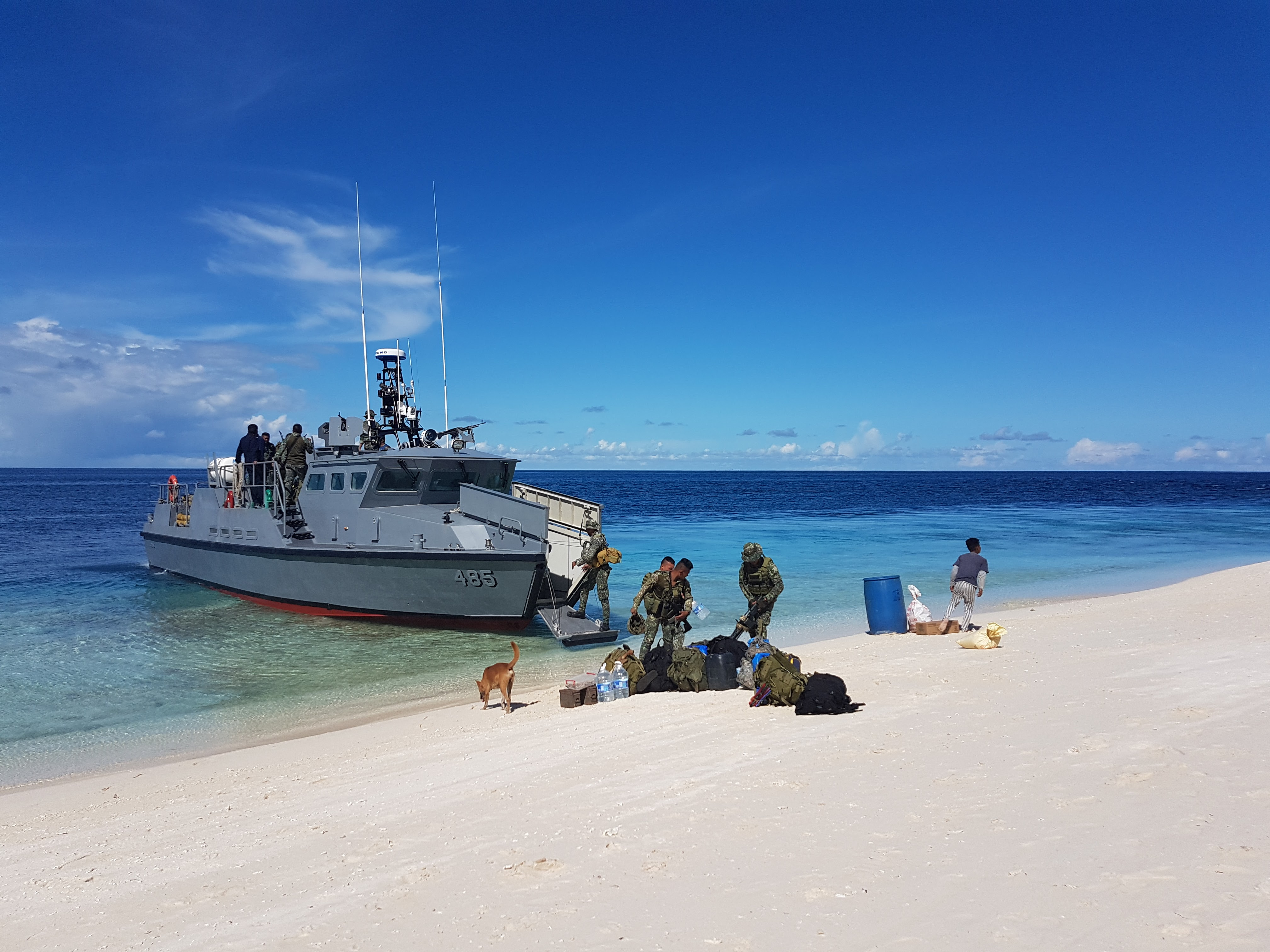
菲律賓海軍多用途攻擊艇Mk2

- 菲律賓海軍
  - 多用途攻擊艇（英语：Multipurpose Assault Craft）

### 新加坡
- 新加坡警察海岸保衛處（英语：Police Coast Guard）[6]
  - 海岸巡防19公尺巡邏艇10艘
  - 海岸巡防13公尺巡邏艇11艘
  - 19公尺快速消防艇